# Mina II di Alessandria
Mina II di Alessandria (in copto Ⲙнnⲁ, in arabo مينا‎?; Egitto, ... – 11 novembre 977) è stato il 61º Papa della Chiesa copta.
Monaco del monastero di San Macario, fu necessario portarlo in catene dal suo ritiro spirituale al soglio patriarcale, come sarebbe successo al suo successore. Secondo la stessa fonte morì l'11 novembre 977, ovvero il 5 athyr 694 del calendario copto.